# 維多利亞港

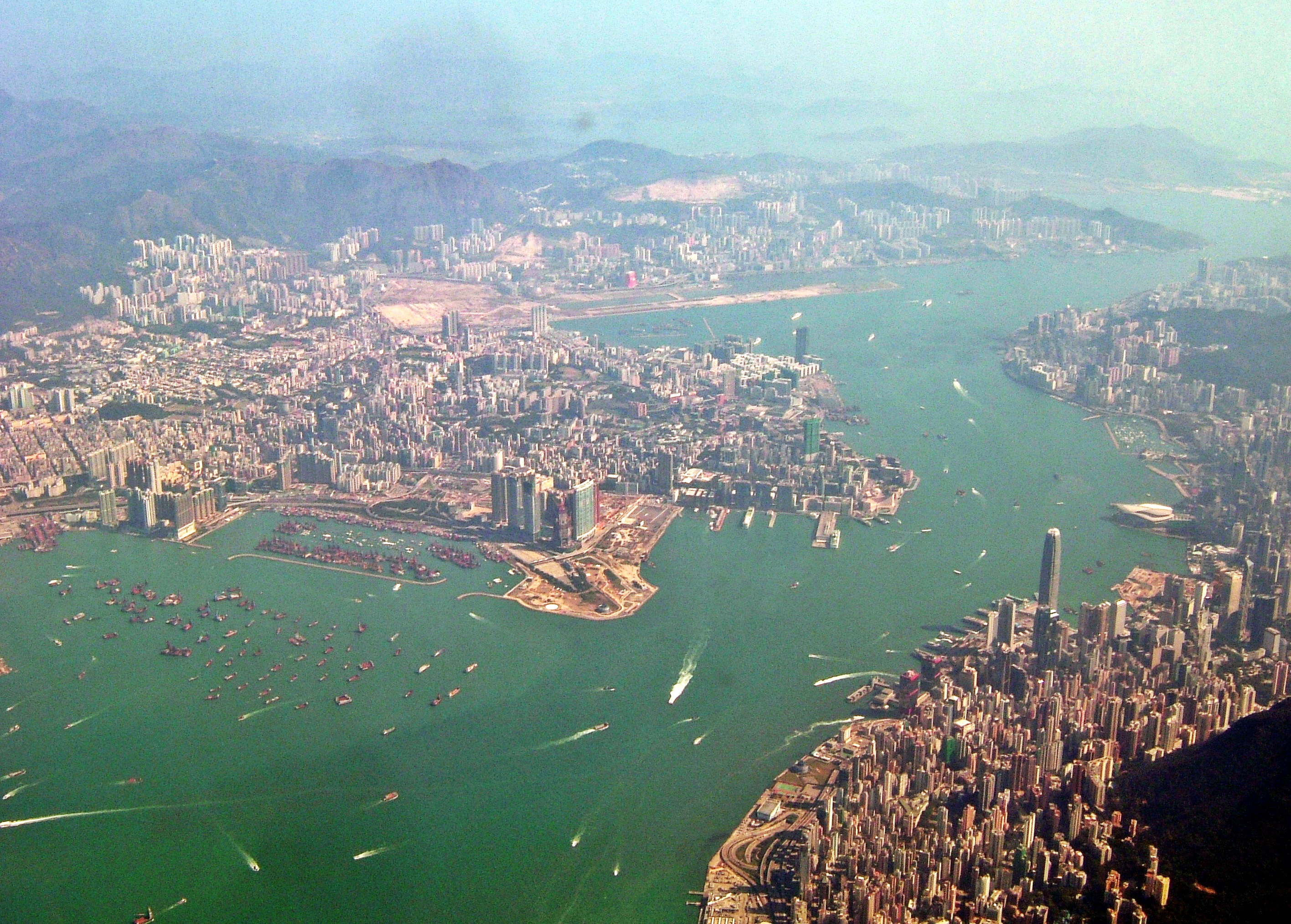
從香港島上空俯瞰維多利亞港（攝於2006年12月）

維多利亞港（簡稱維港）是位於香港的海港，位處香港島與九龍半島之間，兩岸均為香港中心商業區。由於水深港闊，香港亦因此有「東方之珠」的美譽。
維多利亞港被英國政府相中有成為東亞地區優良港口的潛力，後來在第一次鴉片戰爭和第二次鴉片戰爭中先後簽訂南京條約和北京條約從清朝中將香港割讓，並以維多利亞港為中心建設香港，做為基地發展其遠東的海上貿易事業。維多利亞港一直主導香港經濟和旅遊業發展，是香港成為國際大城市的關鍵之一。

## 地理

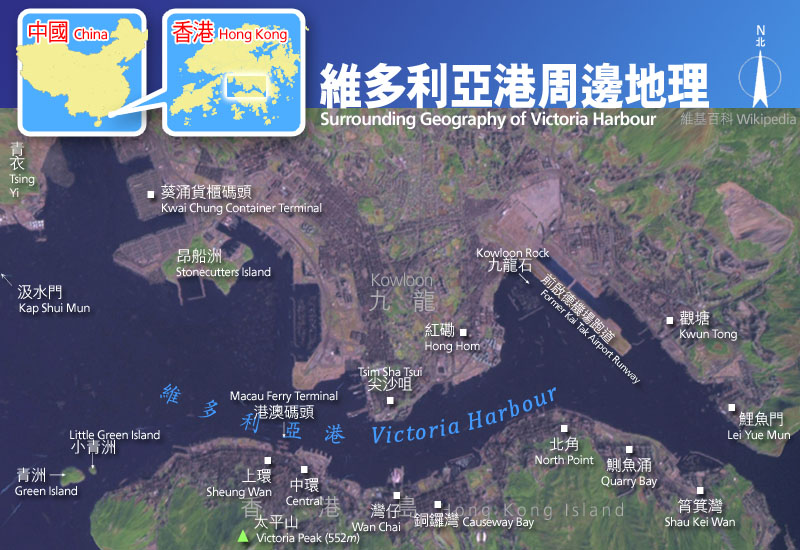
維多利亞港周邊地理（攝影於2011年5月）

### 形成
對於維多利亞港的地理成因，學界現時未有定論，其中曾提出的模型包括：
1. 港島北岸及九龍半島原為一組岩基（batholith），維港因中部被侵蝕及水淹而成[6]
2. 一顆隕石撞擊而成的隕石坑（impact crater）
3. 破火山口（caldera）的遺跡

### 數據
根據2013年的資料，維多利亞港面積為41.17平方公里，僅為原水域面積的59%，平均水深達12米。最深的航道是鯉魚門，深約43米，最淺的航道則是油麻地，約為7米。範圍東至鯉魚門，西至青洲、青衣島南灣角、汀九（該帶水域又稱為「西錨灣」）及汲水門。維多利亞港潮差約1米。海港內包括青衣島、青洲、小青洲及九龍石等島嶼，以及藍巴勒海峽、硫磺海峽及鯉魚門等水道。

### 水位
維多利亞港的水位高度最高的紀錄為3.96米，紀錄於1962年颱風溫黛襲港期間產生。因全球氣候暖化、大型填海、珠江口流出的淡水和沉積物，以及南中國海的海流等，在1954年至2004年共50年期間，維多利亞港的水位高度合共上升12厘米，平均每年上升2.3毫米。而且在1987年至1999年期間，維多利亞港的水位更以每年平均22毫米的速度上升，升幅是全球水位上升速度的10倍。不過，在1999年後，維多利亞港水位急速下跌，至2008年才見底。近年，水位重拾升軌，逼近1999年的歷史高位。
維多利亞港在香港開埠之時頗為廣闊，因為當時兩岸都是天然的海岸線。在今日北角東部，直到1930年代還是一個海灘，而在1970年代時，即使在筲箕灣的碼頭，仍然會有人在岸邊游泳。然而，隨着都市的發展，使污水不斷排入海港裡，使海港受到極大的污染；加上維多利亞港兩岸不斷的填海取地，使海港內變得大浪和湍急。1980年代當香港政府草擬香港機場核心計劃時，曾建議把海港從維多利亞港外遷到青衣的藍巴勒海峽或南丫島外的博寮海峽，但未有成事。

## 歷史

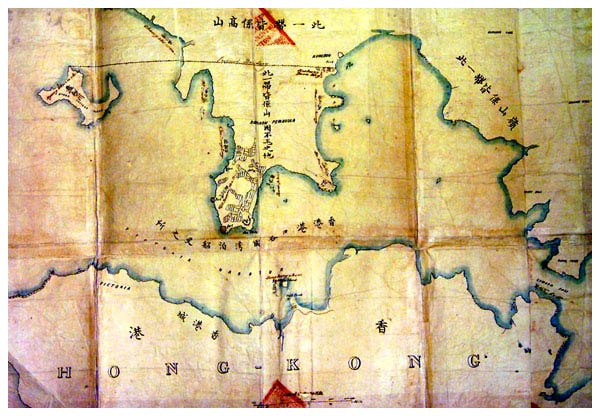
《北京條約》中的維多利亞港兩岸地圖

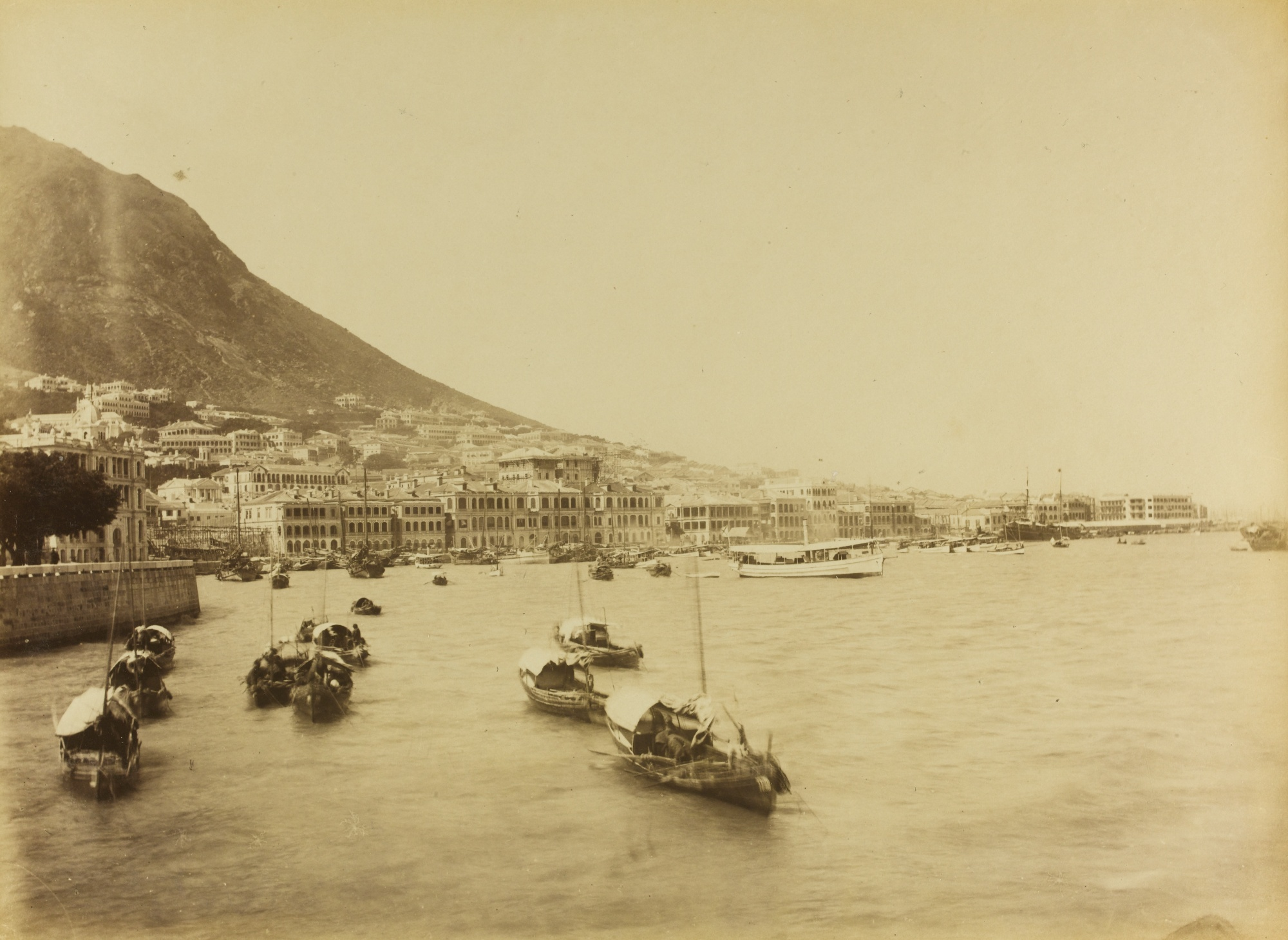
維多利亞港海岸與船隻（攝於1870–1890年間）

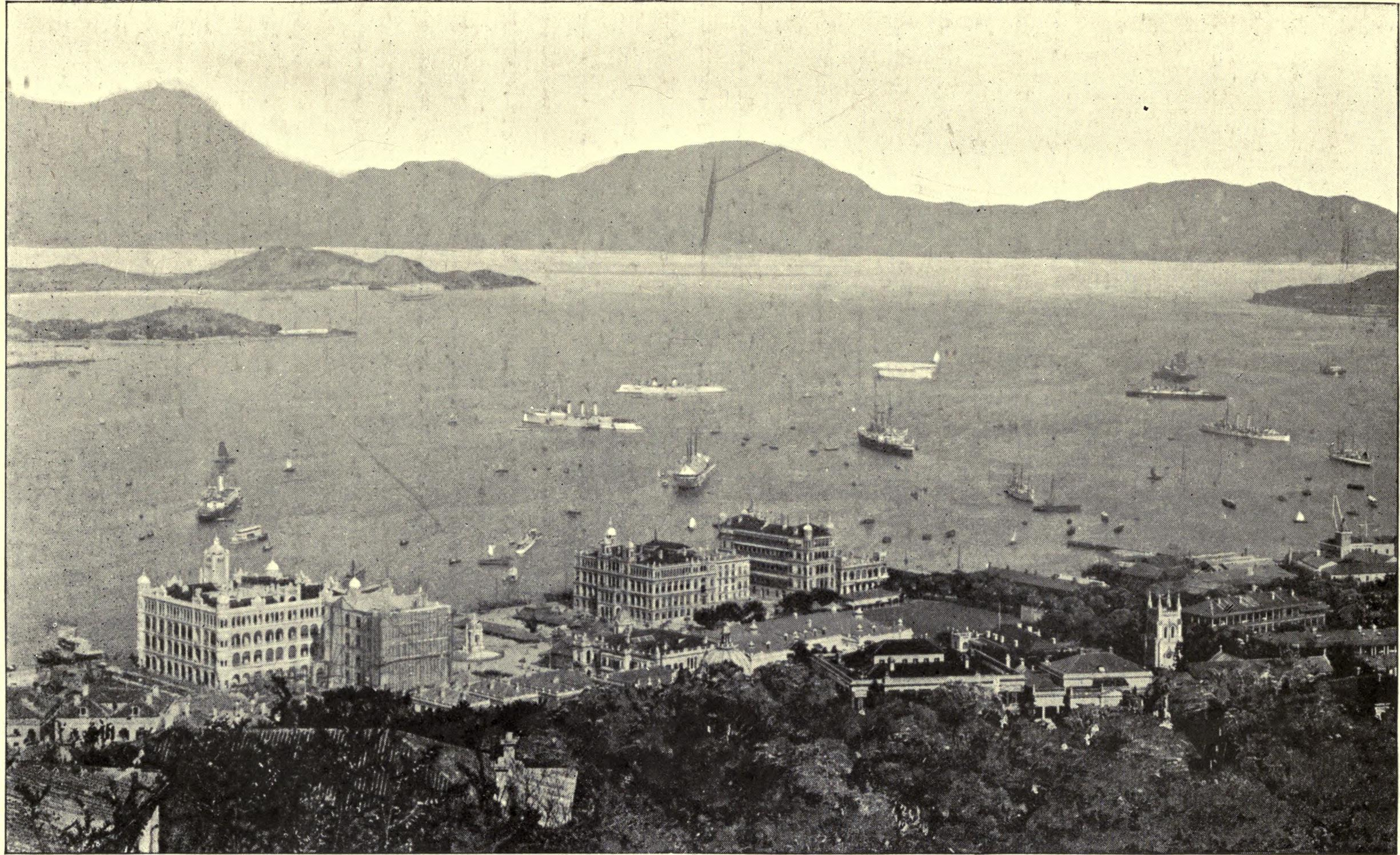
維多利亞港，圖下方為現今中環（攝於1899–1904年間）

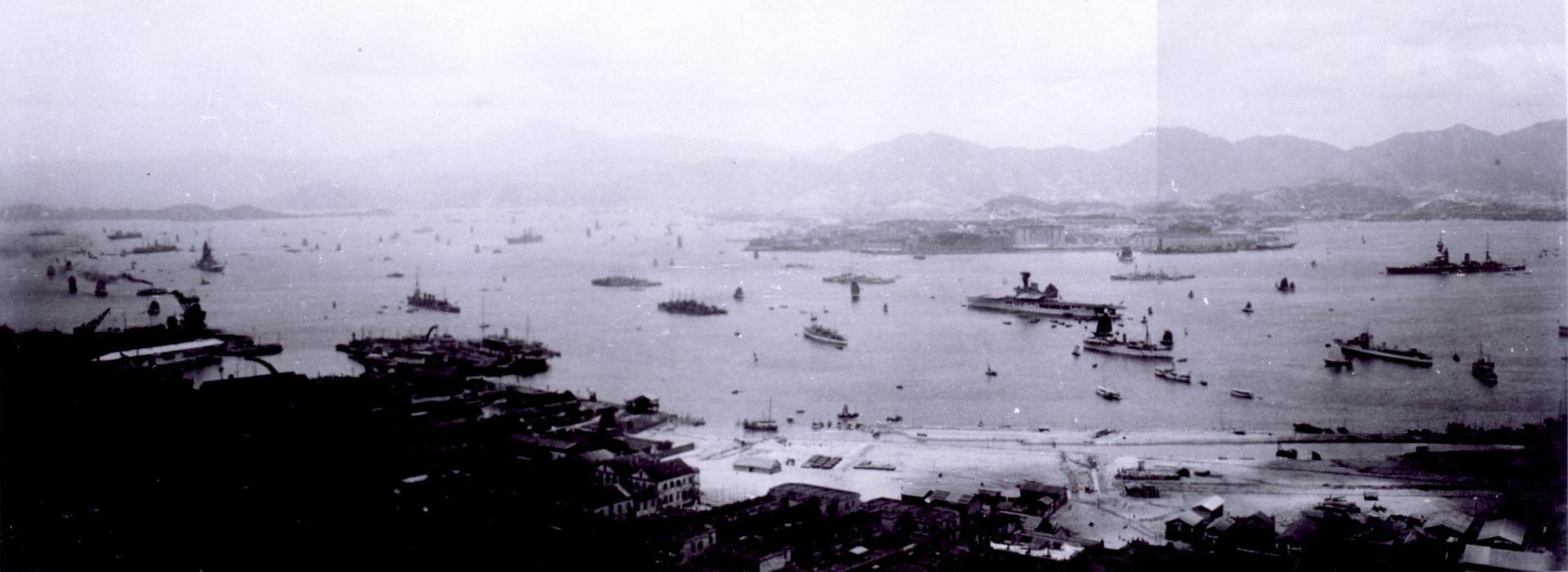
1928年日本海軍訪問香港時的維多利亞港，左起：陸奧號（日本戰艦）、天龍號（日本輕巡洋艦）、競技神號（英國航空母艦）及扶桑號（日本戰艦）。

1841年，英軍登陸香港。清政府與英國簽署《南京條約》後，1861年1月英軍佔領九龍半島，4月將香港島與九龍半島之間的海港，以當時在位的維多利亞女王命名為維多利亞港。
香港可供發展的平地很少，因此自1841年開埠以來，政府多次集中在維多利亞港進行填海工程。1842年，皇后大道及雲咸街的興建造成大量沙石，為免搬運至其他地區存放，於是直接把沙石推進海港，擴大香港的發展面積。政府1852年展開的文咸填海計劃，是香港首次的正式填海工程，位置在今日上環文咸東街一帶，目的是將上環的發展面積進一步增加，以興建政府部門及港口設施，發展維多利亞城。

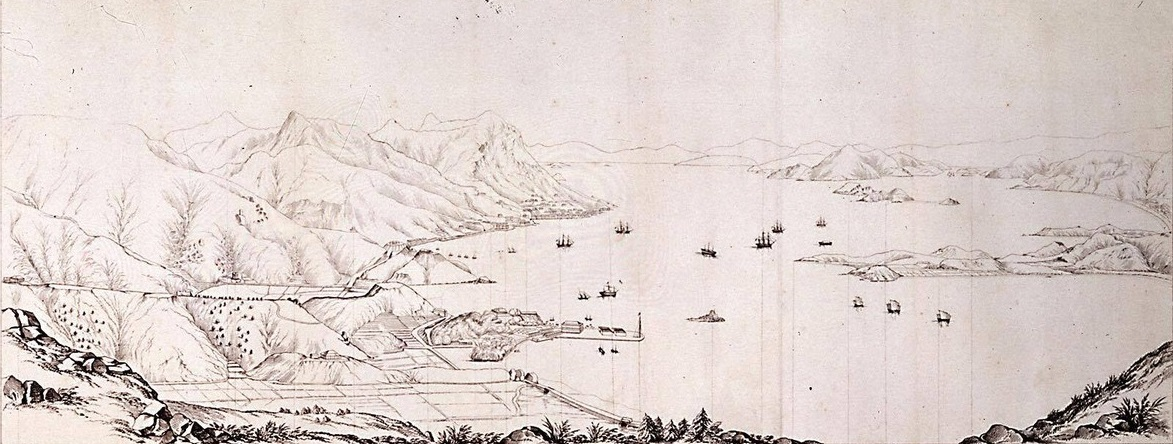
開埠早期，1845年，從銅鑼灣附近向西眺望的維多利亞港 （由英國測量師歌連臣上尉繪製）

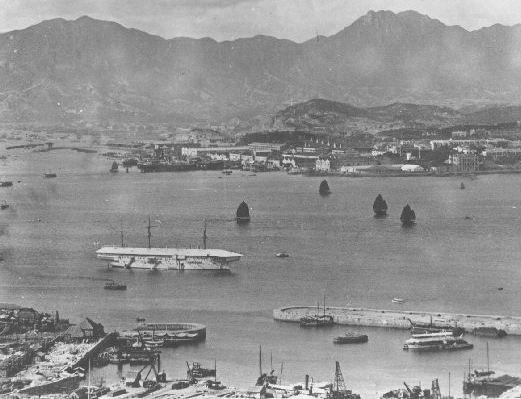
20世紀初的維多利亞港，圖中大型船隻為英國海軍的添馬艦。

後來，填海工程由原來的港島西，及後擴展至整個香港島及九龍，以有利香港發展。中環德輔道、灣仔北、銅鑼灣、尖沙咀東、啟德機場跑道、港澳碼頭、紅磡灣、觀塘工業區、土瓜灣、葵青貨櫃碼頭、荃灣和西九龍等重要發展地方，全都是填海造地得來。

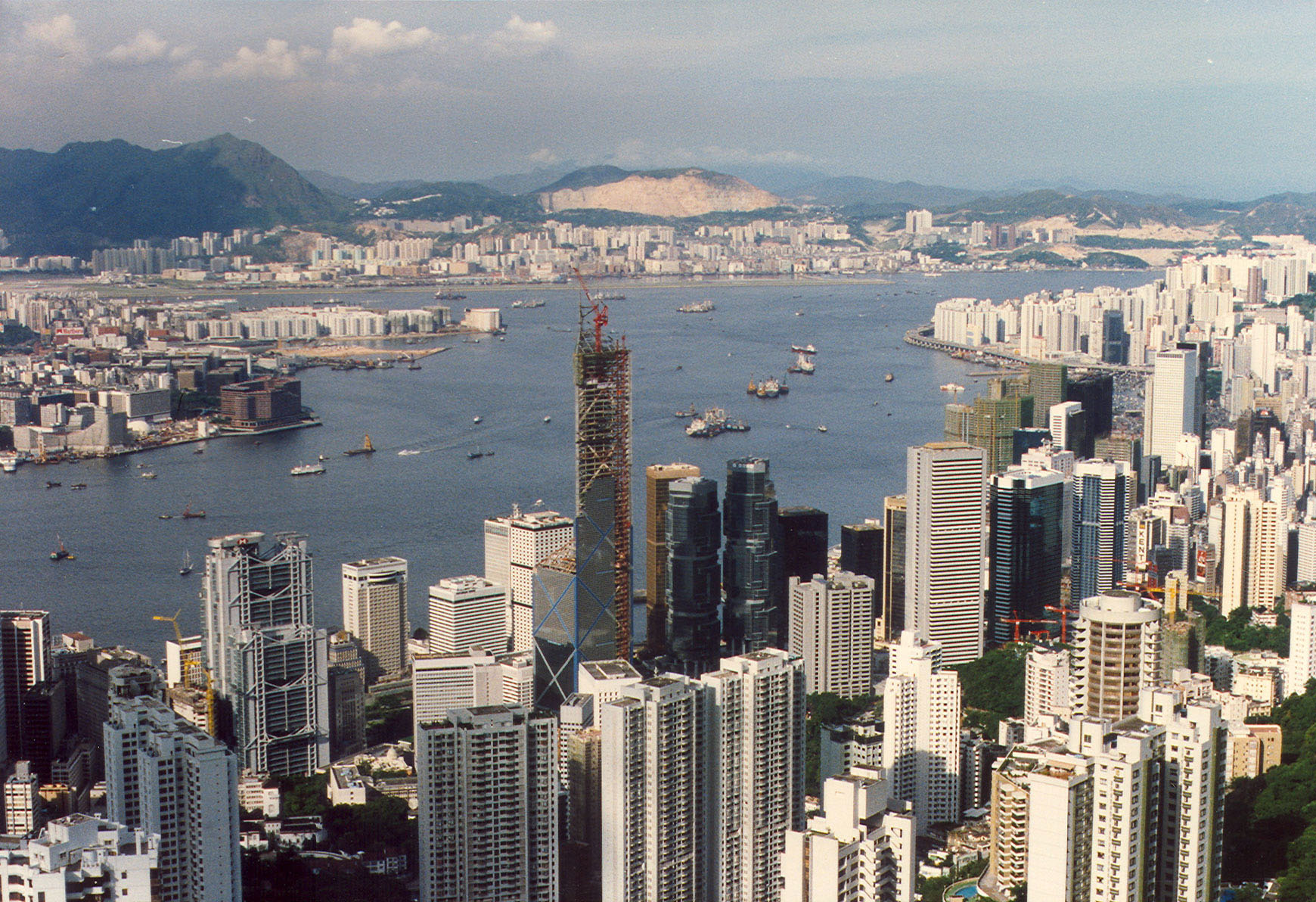
1988年的維多利亞港，當時中銀大廈正在興建。

因香港為亞洲的重要港口之一，在20世紀初至1970年代，造船業亦十分發達。當時，香港擁有亞洲其中兩個最大規模的船塢，分別是位於鰂魚涌，由太古洋行開設的太古船塢，以及位於紅磡的黃埔船塢。船塢僱用的工人數以千計，造船技術和出產船隻的排水量皆與日本齊名。然而，自1970年代起，香港的航運業開始衰退，地產業則開始起飛。兩所船塢分別在1970年代及1980年代拆卸，其後在青衣合作開設香港聯合船塢，原址改建成住宅及商場，即今日的太古城與黃埔花園。
香港開埠以後，英國皇家海軍在中環設立海軍基地，其後命名為添馬艦，現時該地段已發展成新政府總部。1990年代中期，海軍基地遷往昂船洲。香港由於是自由補給港，又位於東南亞與遠東航道的中心點，所以在1997年香港主權移交前，維多利亞港常有英國或美國軍艦停泊，1997年後亦有不少美國軍艦來港補給。艦上官兵留港期間，多到灣仔等地消遣。

## 金融貿易

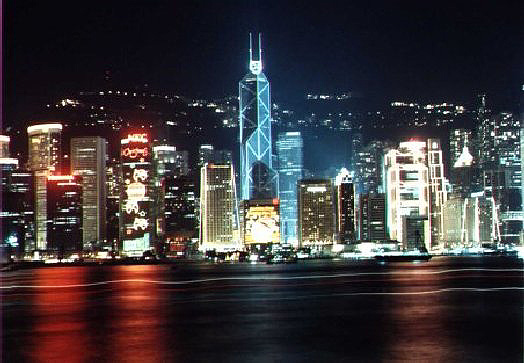
中環一帶 (90年代)

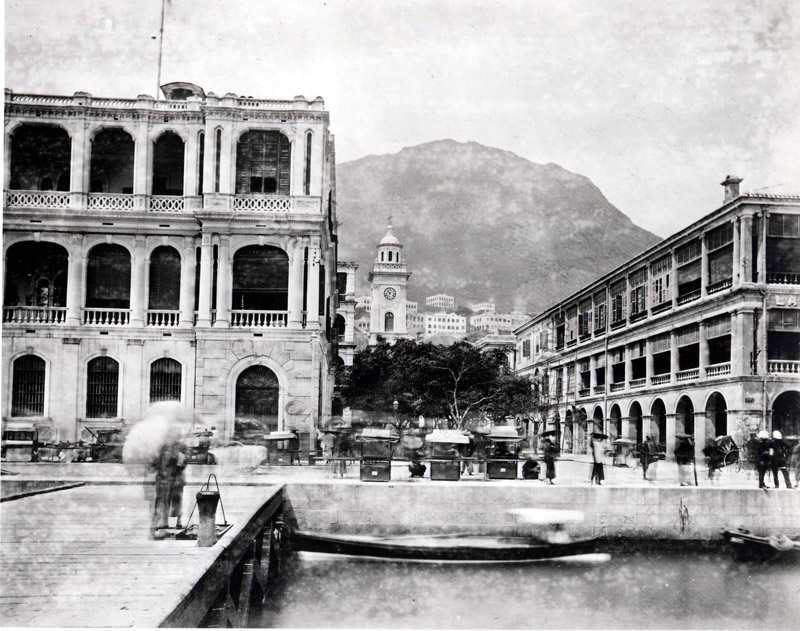
中環畢打街的客貨碼頭(1904年)

維多利亞港是國際上重要的港口之一，據政府紀錄，2006年抵港的遠洋輪船及內河商船分別有39,040和190,820航次，海上運輸相當發達。早期，維多利亞港已被視為重要商港，直至後來海港西部的葵涌及青衣貨櫃碼頭的興建，香港海運才逐漸離開維多利亞港中心地帶，轉而以旅遊和交通為主。現時，維多利亞港仍有不少貨船往來，中流作業及內河商船仍然十分頻繁。香港現時處理的貨物對整個華南地區極為重要，而且大部份貨物大部份地區與華南地區有關。
維多利亞港是天然的深水港，港口水域廣闊，平均水深達12米，海底泥層亦沒有淤泥阻塞，可同時容納上50艘萬噸級的大型遠洋輪船。另外，港口東面的鯉魚門和西面的汲水門較窄，加上受九龍半島和香港島的群山所包圍，形成港口四面環山，強風因而為山勢所阻。港內又設有多個天然及人工的港灣與避風塘，足以讓船隻在平日甚至熱帶氣旋來臨時，免受風浪侵襲。此外，由於香港氣候暖和，港口終年不結冰，船隻可自由進出。基於各項優秀條件，香港因而成為優良轉口港。

### 葵青貨櫃碼頭

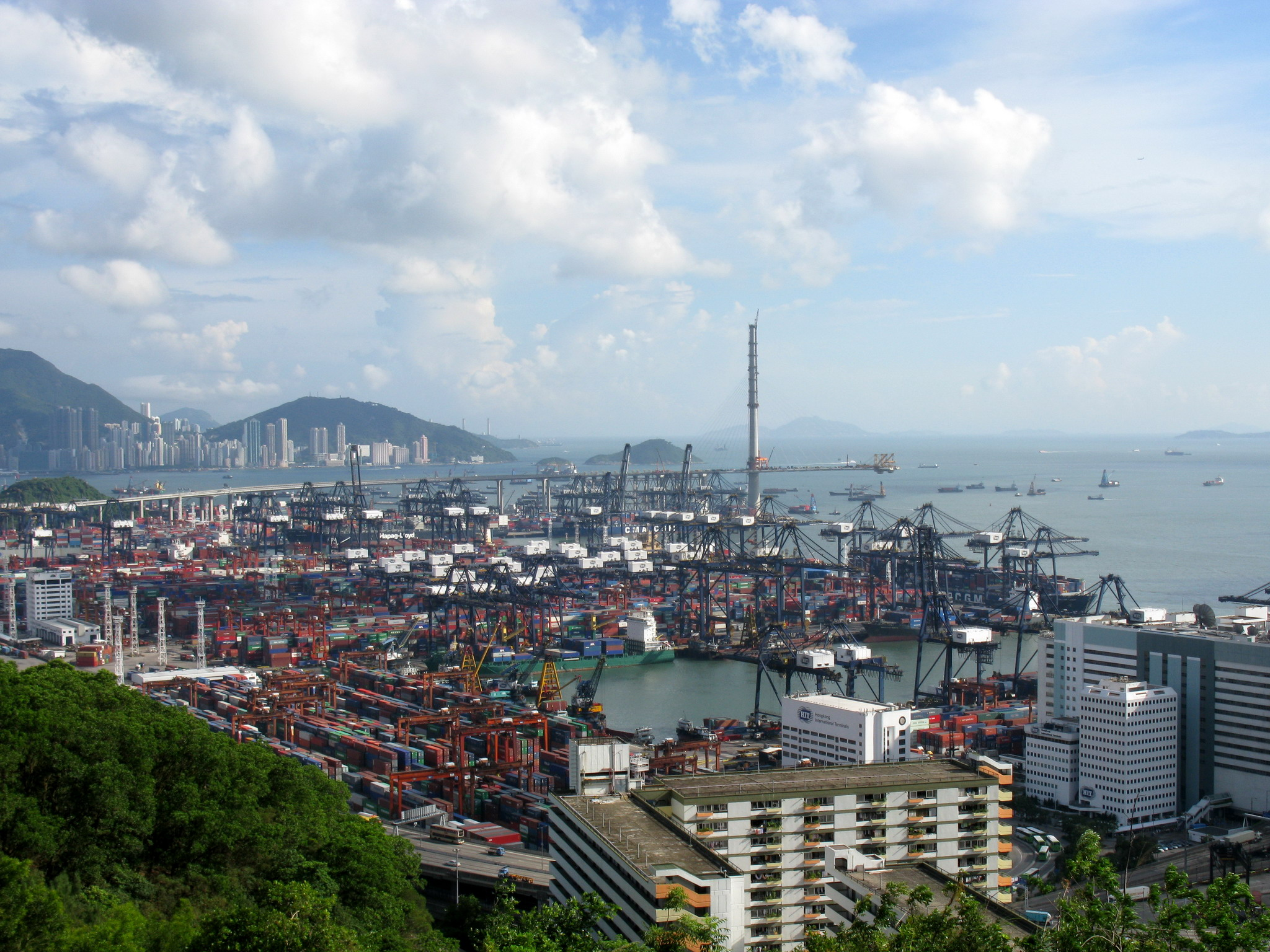
葵青貨櫃碼頭

葵青貨櫃碼頭位於香港新界葵青區葵涌及青衣的醉酒灣，在維多利亞港西北部，是香港最主要的貨櫃物流處理中心，目前是世界第二大吞吐量的貨櫃港口（世界最大吞吐量的貨櫃港口是新加坡）及華南地區第一大港。1992年至2004年，香港均是全球最繁忙的貨櫃港口。
葵青貨櫃碼頭佔地龐大，由葵涌、青衣伸延至昂船洲一帶，共有9個貨櫃碼頭，24個泊位，可停泊最大型的貨櫃船。碼頭的全年總處理能力，超過1800萬個標準貨櫃單位。2006年，葵青貨櫃碼頭處理的貨物總量約為16,048千个貨櫃單位。

### 中流作業區
1970年代，貨櫃碼頭開始發展時，貨櫃碼頭可供集箱船隻所裝載的泊位不敷使用，班輪公司為減低船隻等候泊位所造成的損失，決定直接在貨船上分派貨櫃，在海中繫以浮筒或拋海通過躉船來進行裝卸集裝箱，利用躉船將貨櫃運送到附近的碼頭起卸，目的是要輔助貨櫃碼頭的角色，成為香港中流作業的雛型。
為方便將貨櫃船的貨物運送至港九各地，香港在維多利亞港兩岸設置多個中流作業區。由於中流作業可將貨櫃船在市區部份碼頭直接進行起卸工作，無需經過貨櫃碼頭起卸，可避免路面上的交通擠塞或所泊位不足造成的延誤。加上中流作業的成本低廉，為不少客戶提供多一種裝卸選擇。現時，香港約有20%的貨物裝卸工作在繫泊或錨泊港內的船隻上以中流作業的方式進行。

## 觀光
維多利亞港兩岸的夜景是世界上著名的觀光點，是世界三大夜景之一。由於香港島和九龍半島高樓大廈滿佈，入夜後，大廈的燈光使維多利亞港兩岸相互輝映。
美國知名旅行網站Cheapflights.com選舉出香港為「十大天際線」的城市之首。
除了於尖沙咀鐘樓、尖沙咀碼頭、灣仔會展、中西區海濱長廊外等地看到維港外，你還可以在.   [2024-08-18]. （原始内容存档于2024-06-17）.。

## 交通
由於維多利亞港分隔香港島和九龍半島，維多利亞港的交通對香港發展尤其重要。1890年代起，早已有渡海小輪往返維多利亞港兩岸。隨著香港經濟發展，維多利亞港的交通設施由原來渡海小輪發展至海底隧道、地下鐵路等現代化設施。
維多利亞港上雖沒有橋樑橫跨，但海底下現時有三條過海行車隧道，分別是1972年通車的海底隧道（紅磡海底隧道）、1989年通車的東區海底隧道、1997年通車的西區海底隧道，以及四條過海鐵路隧道。

#### 跨海大橋構思

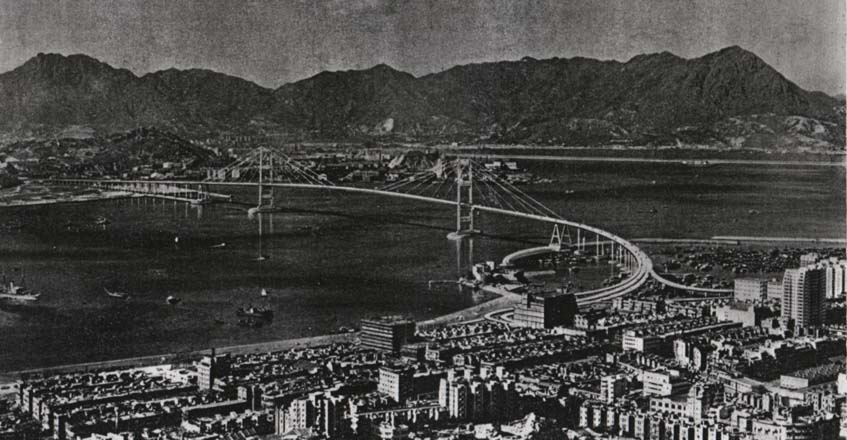
1950年代維多利亞港倡議興建跨海大橋時之模擬圖片

早在1894年，香港正興建電車系統之時，香港政府便已經有興建跨海大橋的打算，以連接港島及九龍兩岸。大橋上更包括電車系統，希望跨海大橋能成為香港的標誌性建築物。由於當年興建跨海大橋成本高昂，及影響維多利亞港船隻運行，故計劃擱置。
二次大戰過後，政府曾考慮天星小輪負荷問題，在1950年代重新研究跨海大橋計劃。當時建議中跨海大橋亦包括海底隧道方案，但因大橋破壞景觀而被擱置。後來，政府於1955年決定研究興建海底隧道可行性。直到1960年代，香港政府決定興建紅磡海底隧道，連接紅磡與銅鑼灣。1972年8月，紅磡海底隧道通車。
1976年，因紅磡海底隧道擠塞情況未有改善，政府再度研究在鯉魚門興建大橋，連接香港島及九龍東面，但其後因影響船隻航道及啟德機場飛機升降再度擱置，後來由東區海底隧道取代。

#### 香港海底隧道

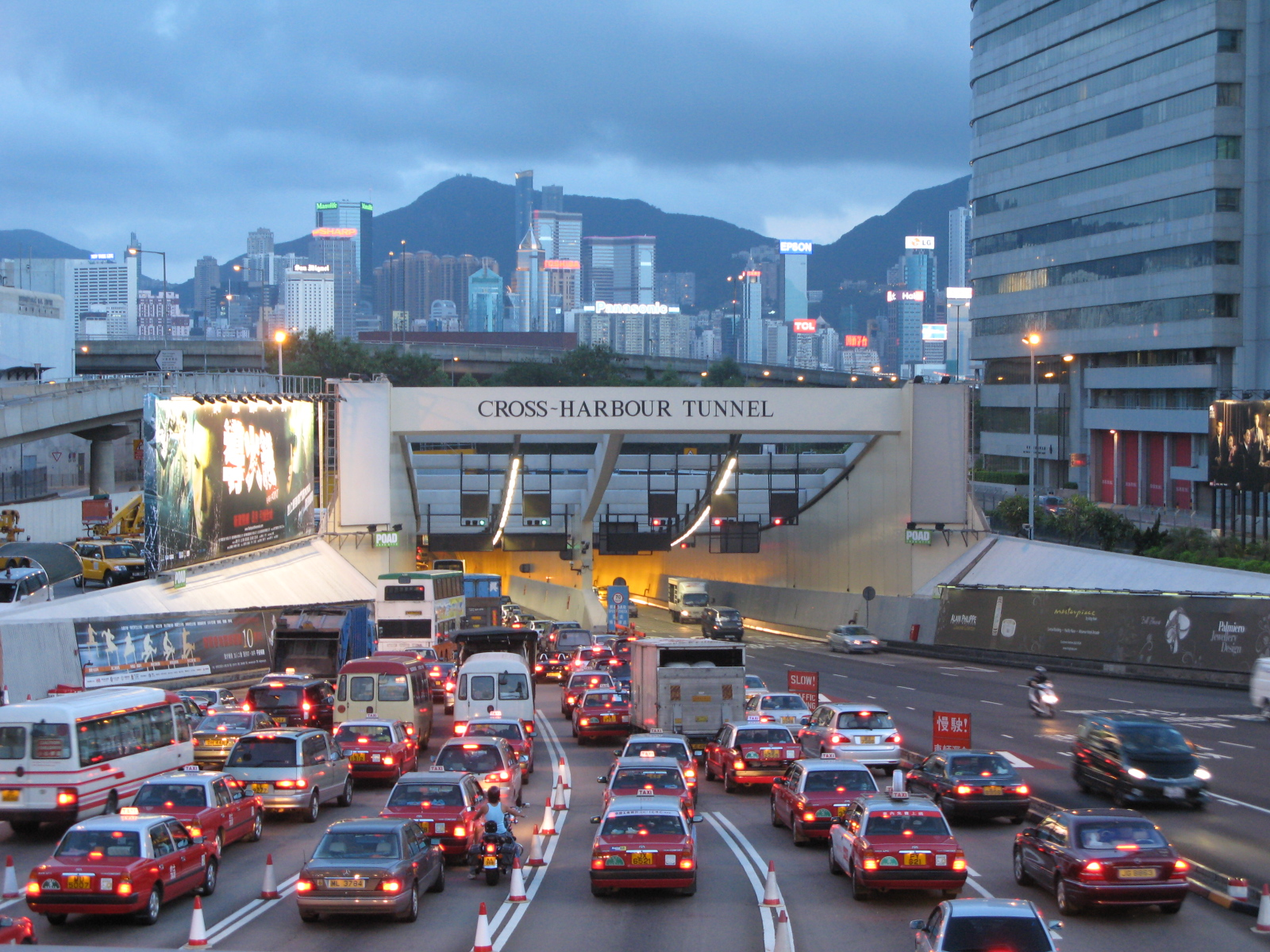
香港海底隧道紅磡灣入口，經常堵車

香港海底隧道又名紅磡海底隧道（簡稱紅隧或舊隧），是香港第一條海底行車隧道，於1972年8月通車，耗資港幣3億2千萬元興建。目前，紅隧是世界上最繁忙的4線行車隧道之一，也是香港最繁忙、使用率最高的道路。海底隧道南端出入口位於奇力島（又稱燈籠洲），因工程關係該島已與香港島連接。北端出入口所在的土地位於紅磡以西，亦為填海所得。隧道使用舊式設計，只有雙程雙線行車，早於通車10年後行車流量已經飽和，往港島方向每天上下午繁忙時間經常出現擠塞情況。因此，除隧道收費外，由1984年6月1日起，當局向所有車輛徵收隧道稅，以求減低流量。而該隧道專營權在1999年8月31日屆滿，現已交還香港政府管理。
雖然先後有東區海底隧道及西區海底隧道通車紓解車流，但由於西隧收費高昂，東隧的地理位置又不及紅隧方便，故隧道的飽和程度仍日益惡化。在周末及假日前夕，有時到凌晨12時左右仍可見車龍。2006年，平均每日行車量達124,000架次。

#### 東區海底隧道
東區海底隧道簡稱東隧，是香港第二條過海行車隧道。隧道連接香港島東部和九龍東部，全長2.2公里，共有5條管道：2條雙程雙線行車管道、兩條為港鐵將軍澳綫使用（將軍澳綫通車前為觀塘綫使用），以及一條容納環境控制系統的管道。隧道南端為鰂魚涌，與4號幹線（東區走廊）交匯；北端的茶果嶺出入口設有收費廣場。
1986年，中信泰富旗下的新香港隧道有限公司以「建造、營運、移交」（BOT）方式獲發東區海底隧道30年的專營權。2005年，該公司在有龐大盈利下仍申請加價成功，引起市民很大的迴響，亦使本已飽和的香港海底隧道的車流量而不合理化。2006年，平日的行車流量約為61,000架次。

#### 西區海底隧道
西區海底隧道簡稱西隧，是香港第三條過海行車隧道，是全港首條雙程3線行車的過海隧道和全港最大的海底隧道。隧道全長1.97公里，連接香港島的西營盤和九龍油麻地附近的西九龍填海區，是香港第1條雙程3線分隔沉管式隧道，並與機場鐵路的第三條過海鐵路隧道同時興建。九龍出入口附設有20個繳費亭的收費廣場，當中4條行車線可隨時改變行車方向，如繁忙時間便可為同一行車方向提供12條行車線。並在油麻地交匯處連接西九龍公路；西營盤出入口的交匯處包括17條接駁天橋、1條下通路和多段引道，連接4號幹線。
中信泰富旗下的香港西區隧道有限公司在1997年以「建造、營運、移交」方式獲發西區海底隧道30年的專營權。因其高昂收費，西區海底隧道車流一直偏低，未能分流香港海底隧道的負擔。於2006年，平均每日行車量只有44,373架次，遠低於可供行車數目的180,000架次。

#### 香港第四條海底隧道
香港第四條過海隧道是一條計劃中的海底隧道，研究在香港海底隧道東面興建另一條海底隧道。倡議中第四條海底隧道由連接香港島的炮台山和九龍黃埔，並考慮同時興建鐵路管道，以減低第五條過海鐵路隧道的興建成本。另外亦有政黨提議興建興建「將小隧道」，由新界將軍澳137區連接香港島小西灣，認為可重新制訂香港東部的發展定位，創造更大的社會效益。
有關工程的建議已經響起了一段長時間，以舒緩紅隧的交通流量壓力。雖然先後有東區海底隧道及西區海底隧道通車為香港海底隧道分流，但由於由中信泰富旗下的兩間隧道公司所壟斷，兩隧均多次加價以致收費高昂，加上地理位置不及香港海底隧道方便和過於分散，故隧道的飽和程度日益惡化，使紅隧所承受的壓力愈來愈大。因此興建第四條過海隧道的呼聲再次響起，以抗衡中信泰富對香港過海交通的壟斷。

#### 過海鐵路隧道
現時有4條港鐵行車綫亦會穿過維多利亞港，包括：
- 第1條過海鐵路隧道：荃灣綫（接駁港島金鐘站及九龍尖沙咀站一段）
- 第2條過海鐵路隧道：將軍澳綫（接駁港島鰂魚涌站及九龍油塘站一段，取道東區海底隧道，1989–2002年由觀塘綫行經）
- 第3條過海鐵路隧道：東涌綫和機場快綫（兩綫使用同一隧道，接駁港島香港站及九龍的九龍站一段，名為西區沉管隧道）
- 第4條過海鐵路隧道：東鐵綫（接駁港島會展站及九龍紅磡站一段）

1967年，政府在檢討香港交通同時，同時邀請英國交通研究部門就香港整體交通作出研究。因此出現首次過海鐵路隧道雛型，在1982年與前地鐵修正早期系統第四期工程一起啟用。此外，1970年亦曾建議在九龍尖沙咀興建另一條過海鐵路隧道連接香港島的上環，因為資金及人口問題而拖延。
1985年至87年，因第一條過海鐵路隧道因應港島線通車而開始出現飽和現象，政府決定在維多利亞港東面興建第二條過海鐵路隧道（請參閱東區海底隧道部份內容）。
1989年，因為過海鐵路隧道發展需求，紛紛出現多個過海鐵路隧道方案，其中在維多利亞港西面興建過海鐵路隧道相對重要，以便加強機場鐵路接駁能力。同時又因為部份路段與西區海底隧道重疊，一同興建可減低興建成本。
第四條過海鐵路隧道將連接香港島的中環至灣仔填海區及九龍紅磡。此方案沿襲1970年東九龍綫的方案，並加以改良。最初政府一直是考慮地下鐵路方案，但因1989年的中環至灣仔填海區，而重新規劃。2002年，政府採納九廣鐵路的東鐵過海方案。2006年4月，兩鐵合併終落實，東鐵綫通過第四條過海鐵路隧道從紅磡站過海，到達香港島會展站，再到達終點金鐘站，於2022年5月15日通車。
與此同時，第5條過海鐵路隧道方案亦在1989年提出，曾考慮以觀塘綫、機場鐵路或九廣鐵路（現稱港鐵東鐵綫）連接香港島的炮台山站及九龍黃埔站。由於第四條過海鐵路隧道當時尚未興建，故香港暫時並無興建第五條過海鐵路隧道的迫切性。

### 渡輪服務

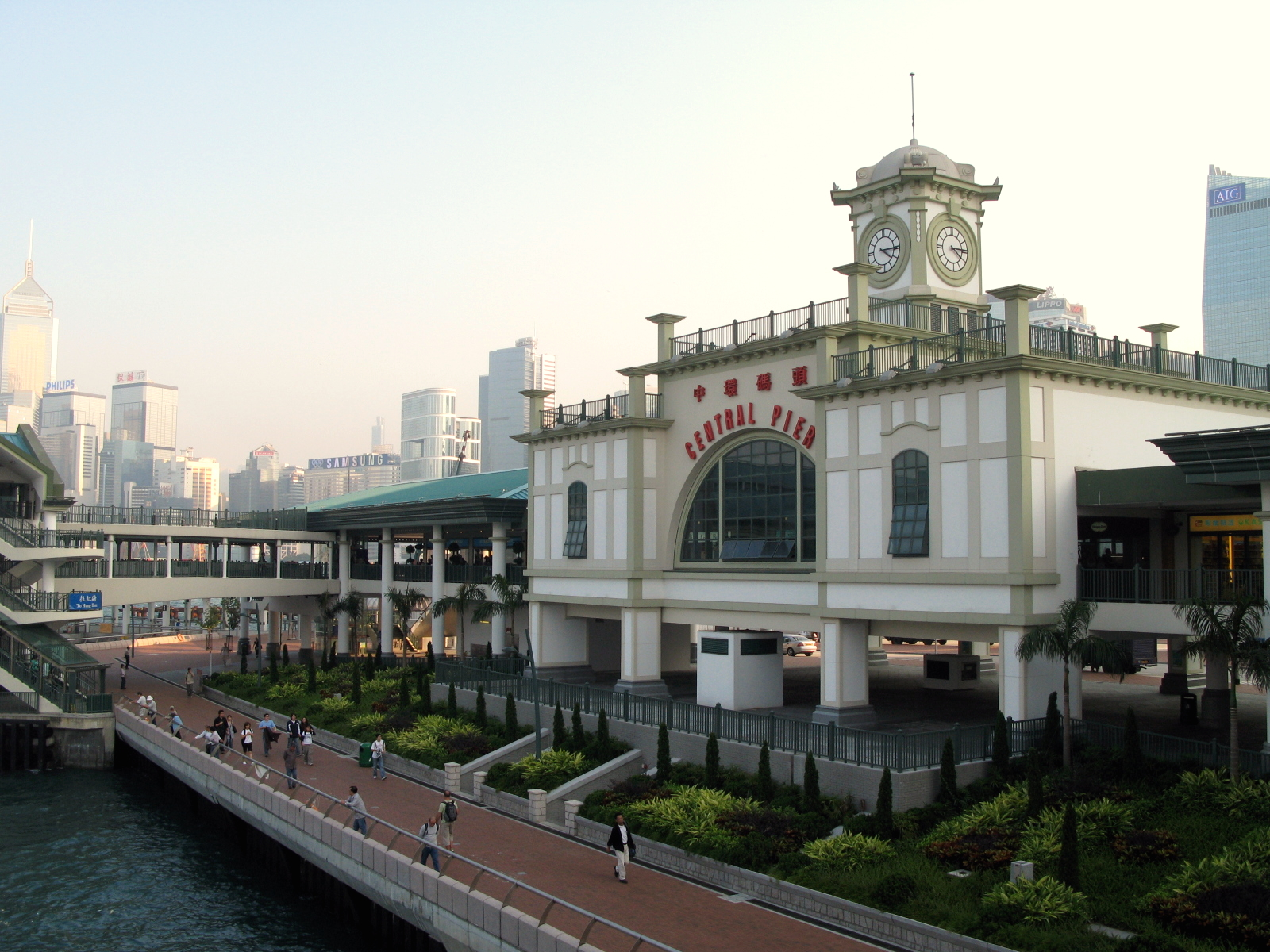
2006年啟用的中環7號渡輪碼頭

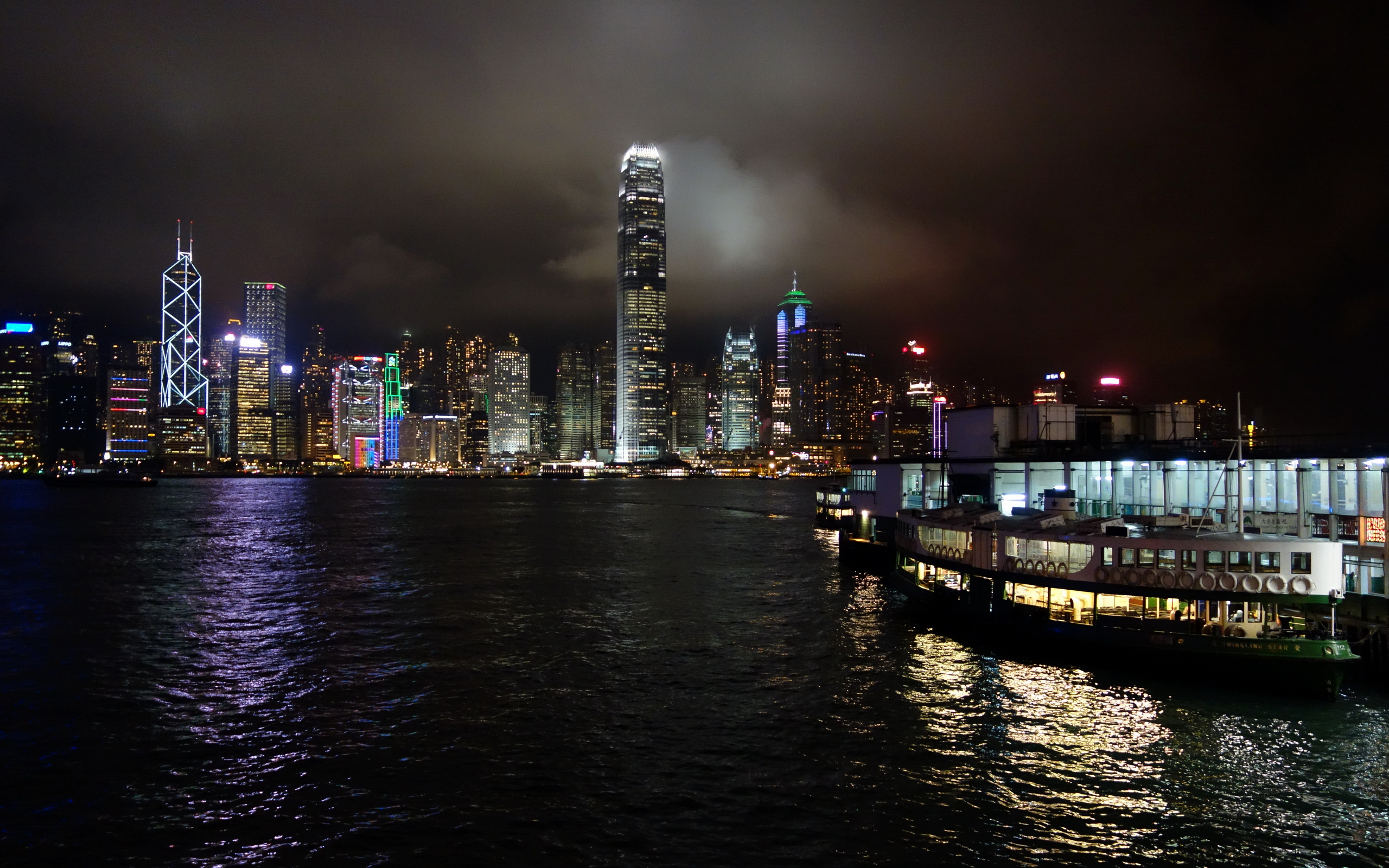
尖沙咀渡輪碼頭與中環夜景（攝影於2013年3月）

過海隧道和鐵路未興建前，渡海小輪是往來維多利亞港兩岸的唯一交通工具；香港的渡輪事業亦曾一時興盛。最早的渡輪公司是約在1888年成立的「九龍渡海小輪公司」，由一位波斯拜火教教徒Dorabujee Naorojee Mithaiwala創辦，來往尖沙咀與中環。1898年，九龍倉收購「九龍渡海小輪公司」，並把「九龍渡海小輪公司」，易名為「天星小輪公司」。
香港的發展一直側於香港島一邊，但隨着九龍的發展，市民對於港九之間的渡輪需求日漸殷切，20世紀初期，分別由16間小輪公司承辦來往由中環至油麻地，旺角及深水埗等地的航線，可是由於太多公司承辦，易生混亂，故香港政府在1919年起，批出專營權予「四約街坊輪船公司」，營辦港九之間的渡輪服務。及至1924年1月1日「四約街坊輪船公司」專營權期限屆滿，由香港油蔴地小輪船有限公司接辦服務。
在未有海底隧道前，汽車過海需使用汽車渡輪服務，香港首條汽車渡輪航線是由油蔴地小輪創辦人劉德譜在1926年向香港政府建議興建汽車渡海碼頭，及自行建造載車渡海小輪，駕駛人士如需過海，便需把汽車駛至汽車渡輪碼頭，駛進特製的汽車渡輪過海，沿途可在車上欣賞兩岸風景。建議獲採納後，首條汽車渡輪航線於1933年3月6日投入服務，來往中環統一碼頭和佐敦道碼頭，後來隨着發展，又開辦筲箕灣至觀塘航線。當年的汽車渡輪主要分為三種：載車、載車載客、以及運載危險物品車輛。汽車渡輪運載大貨車、輕型貨車、旅遊巴士、私家車、電單車等穿梭維港兩岸，也有駛往大嶼山的航線。航線多、航班多，當時不少上班族和職業司機皆為常客，汽車渡輪便於1960、70年代踏入全盛時期。

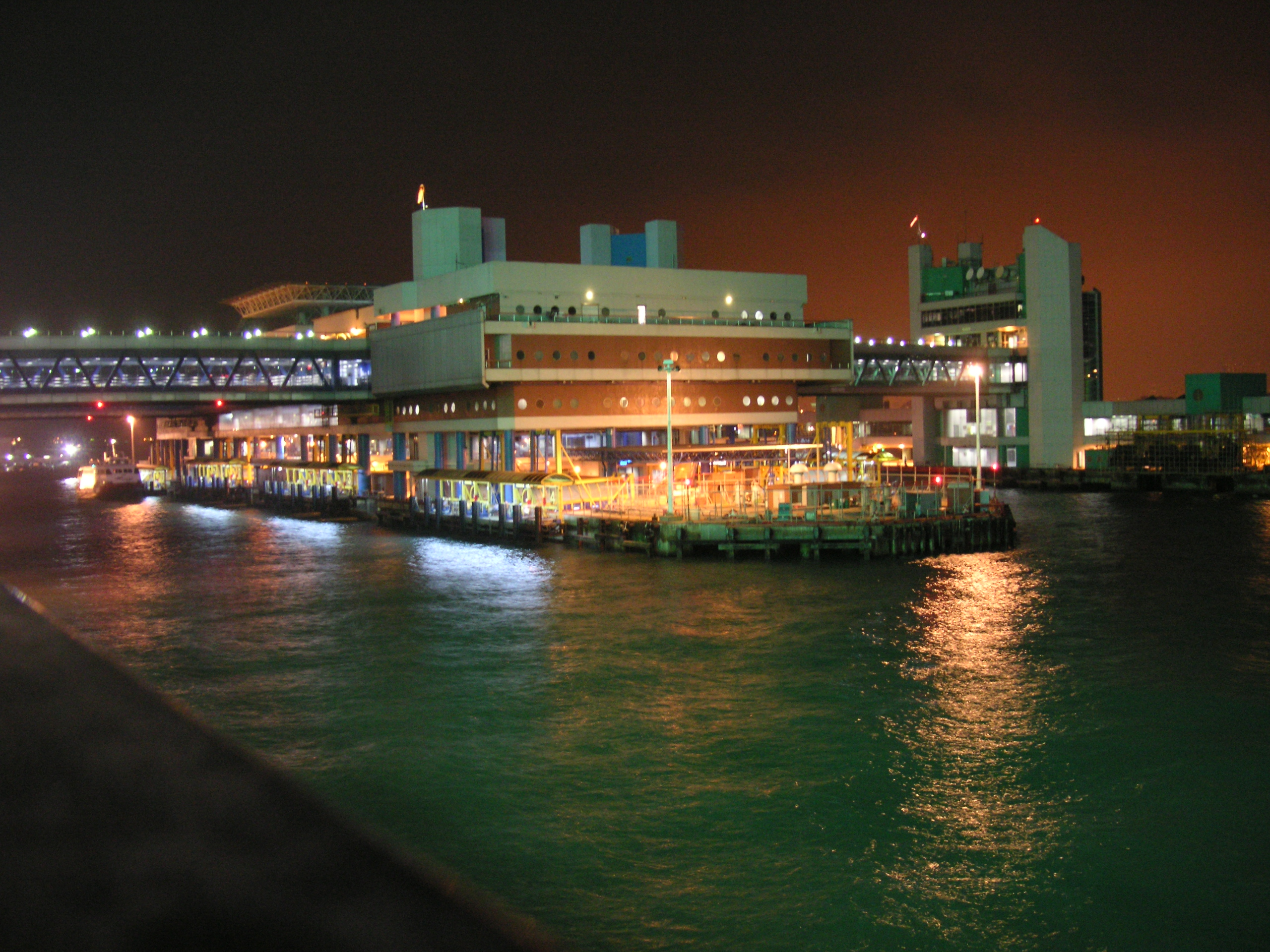
港澳碼頭夜景（攝影於2005年12月）

此後，有一段長時間大部份航線由油蔴地小輪提供服務，主要路線有北角至觀塘、九龍城及紅磡，中環至佐敦道碼頭、大角咀及深水埗。1980年代初期，港島東區至中環的交通十分擠塞，油麻地小輪曾開辦由太古城至中環的非過海渡輪服務，1985年，地鐵港島綫通車後服務便取消。渡海小輪的服務時間至午夜止，在海底隧道及通宵過海巴士前現前，停航後市民只能等待第2天早上過海，又或者乘搭收費較昂貴（约15元港幣）的「嘩啦嘩啦」電船。
1980-1990年代，東區和西區海底隧道相繼通車，以及道路網完善後，汽車渡輪服務使用需求大跌，加上營運成本昂貴，最終在1998年1月27日終止服務，最後一條航線由北角至九龍城。2000年代中，由於兩條海底隧道的加價，促使紅磡海底隧道所面臨的交通壓力漸增，有人曾倡議恢復停辦多年的汽車渡輪服務。
1990年代起，由於陸上交通事業的發達，香港政府對渡輪事業沒有大力支持，一些碼頭像佐敦道碼頭及大角咀碼頭一類往昔較繁忙的大型碼頭，在西九龍填海後並沒有重建。今天，除了尖沙咀和觀塘外，九龍區就只剩九龍城碼頭和紅磡碼頭這些沒有鐵路連接的區份設有渡輪服務。
現時，維多利亞港內只餘下天星小輪、新世界第一渡輪、富裕小輪、珊瑚海船務四間公司提供往返維多利亞港兩岸的航線。
碼頭

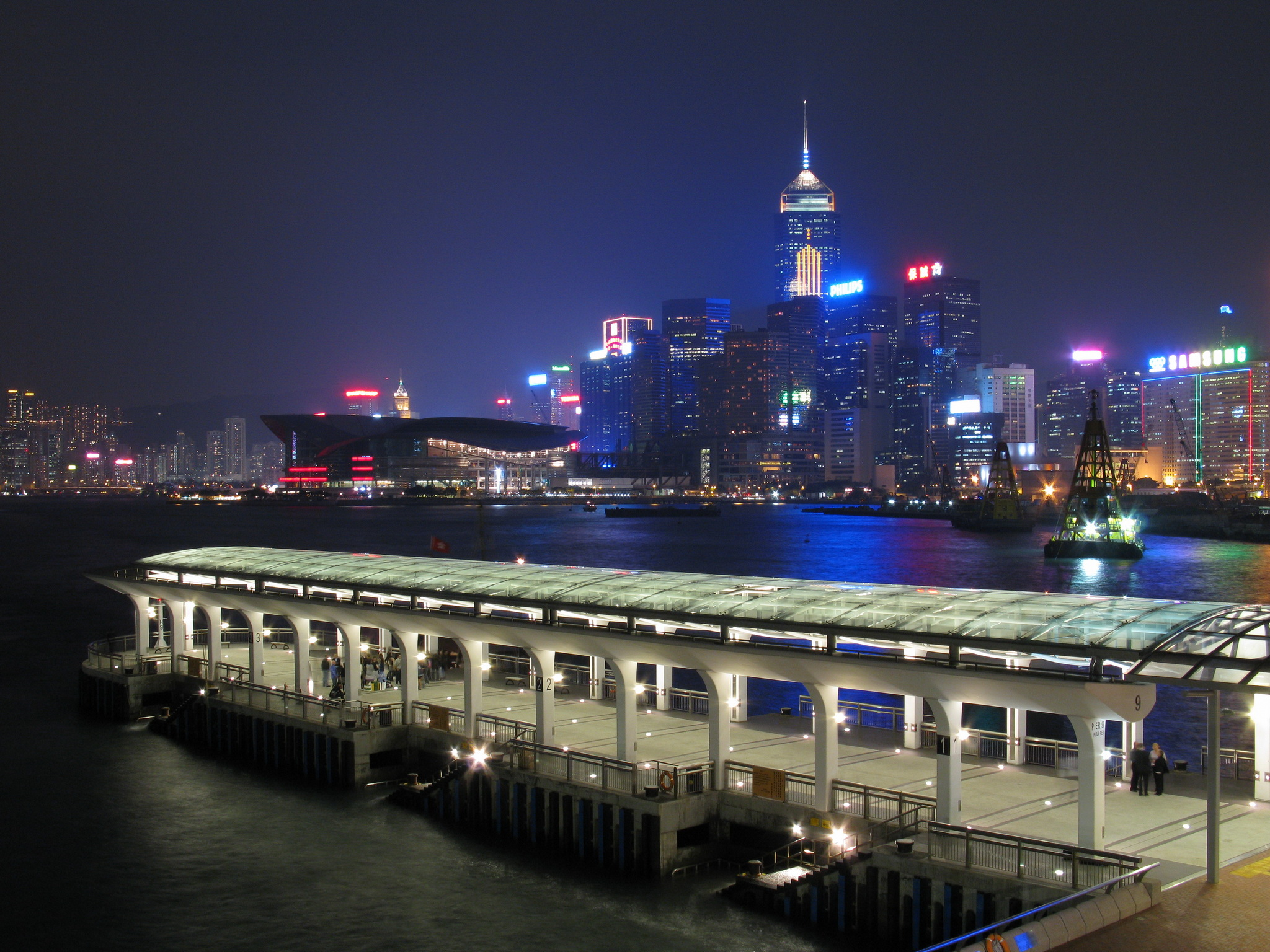
中環9號碼頭夜景（攝影於2007年11月）

維多利亞港有多個渡輪碼頭、汽車渡輪碼頭及公眾碼頭。有關碼頭主要是提供往返維多利亞港內的航線，而中環碼頭更提供往返維多利亞港至離島的航線，而在北角及觀塘汽車渡輪碼頭仍提供危險品車輛渡輪服務。而西灣河碼頭則有航線現時設有兩條公共渡海航線，分別往返觀塘及鯉魚門三家村，均由珊瑚海船務經營。在旁的筲箕灣避風塘碼頭有航線往來東龍島。維多利亞港亦設有一些公眾碼頭供小型駁船、遊艇、觀光船等作上落客服務。亦有小量的補給和貨物轉運。
維多利亞港上設有2個大型離境碼頭：港澳碼頭及中國客運碼頭，來往澳門及廣東省珠三角各口岸，碼頭設有出入境設施，可辦理離境手續。

### 避風塘

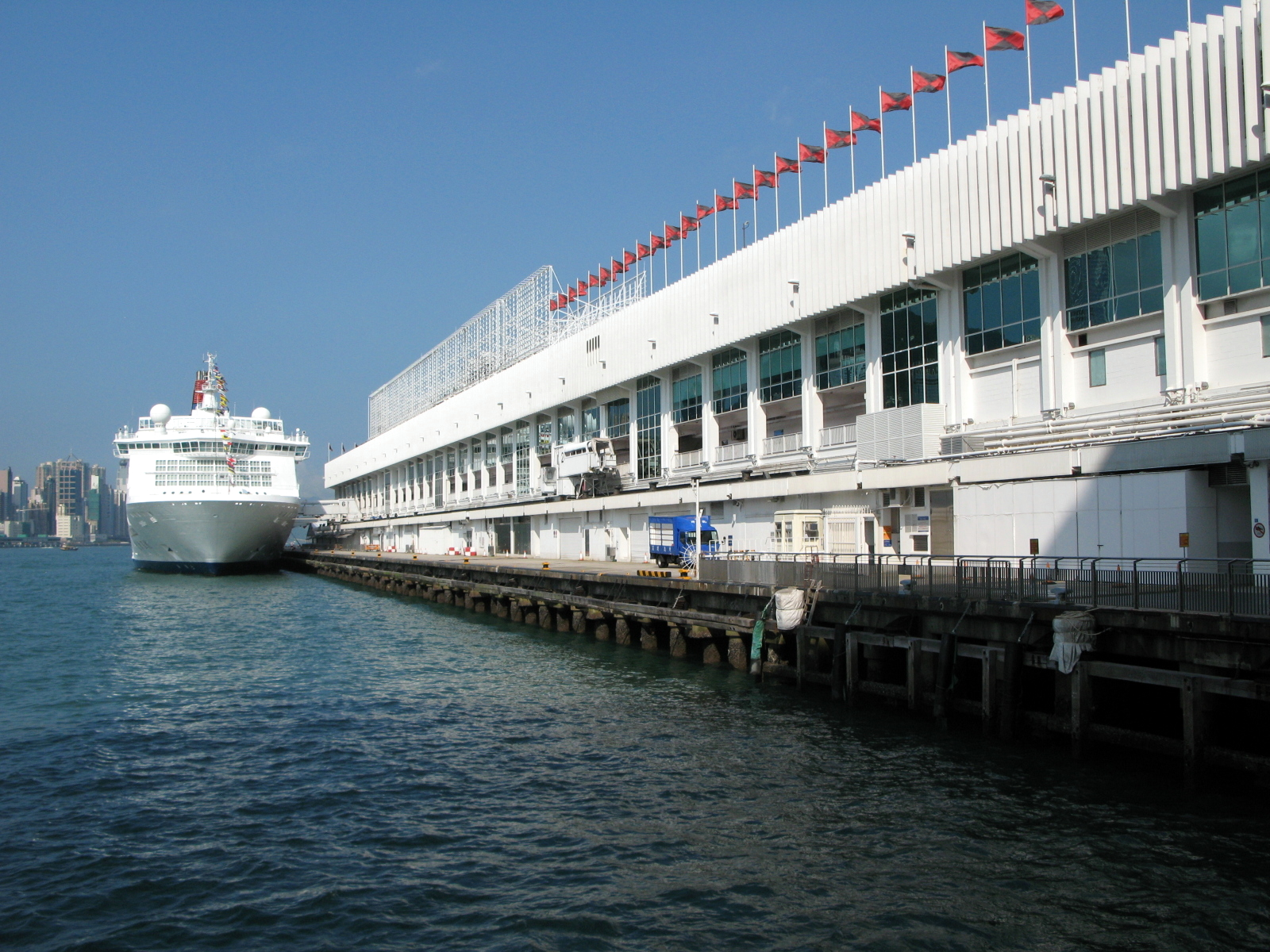
海運大廈郵輪碼頭（攝影於2008年9月）

香港每年夏季時均不時會遭受颱風侵襲，因此，維多利亞港內設有多個避風塘供船隻躲避風雨及停泊，如銅鑼灣避風塘及筲箕灣避風塘，亦有不少經營遊覽維多利亞港以及香港一些離島的船艇，部份更提供娛樂設施和餐飲服務。避風塘除了是遊艇的停泊點外，銅鑼灣避風塘也以避風塘菜聞名，以富辛辣及味濃特色的海鮮料理為主，當中的避風塘炒蟹更是香港著名的地道美食之一，昔日的不少食店已「上岸」移到北角至銅鑼灣一帶經營。另外，港

### 郵輪碼頭

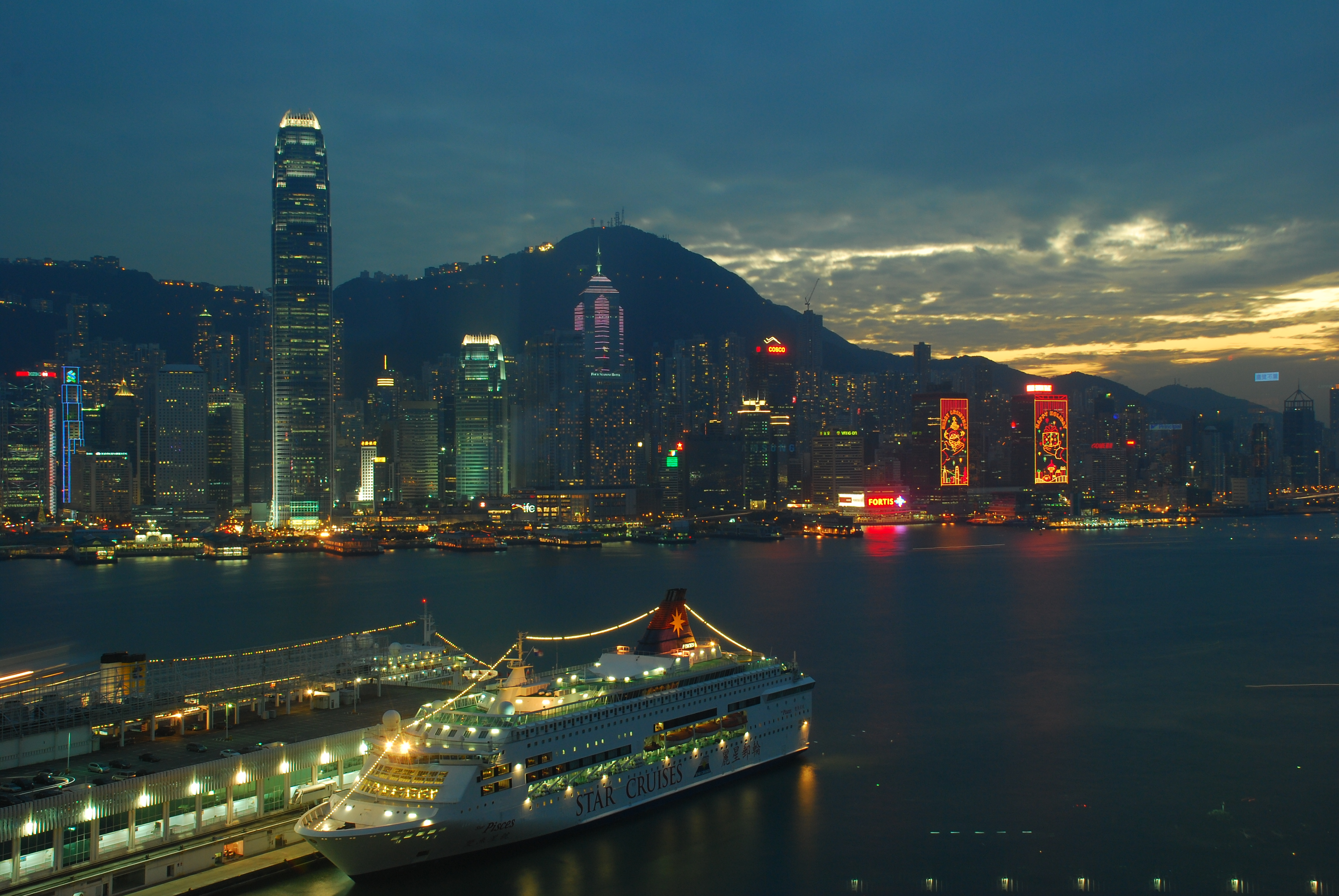
海運大廈與郵輪（2008年）

香港兩座郵輪碼頭均在維港範圍內，分別是海運大廈和啟德郵輪碼頭
- 海運大廈位於九龍尖沙咀，於1966年落成，除碼頭外亦設有寫字樓及商場。不少著名郵輪曾在海運大廈停泊，包括曾經是世界最大郵輪的伊利沙伯號。
- 啟德郵輪碼頭則位於前啟德機場跑道盡頭，首個泊位已於2013年啟用。

## 文化

### 渡海泳
香港在1906年起開始在維港舉辦渡海泳，曾經是一年一度的盛事，當時的渡海泳由九龍尖沙咀公眾碼頭游往中環皇后碼頭，賽程長1600米。但由於海面交通繁忙令封閉海港困難，海港水質每況愈下，加上興建香港文化中心而封閉尖沙咀車站的鐵路碼頭，渡海泳在1979年停辦。近年政府稱東部已漸漸改善，於2011年起再度舉辦渡海泳。2011年賽事，改由三家村碼頭游往鰂魚涌公園。
目前香港法例第313章附屬法例《船舶及港口管理規例》下，未經海事處處長批准，任何人均不得在維多利亞港游泳，违者最高可罰款港幣2000元。

### 龍舟邀請賽
香港旅遊發展局的前身香港旅遊協會，曾在維多利亞港舉行香港國際龍舟邀請賽。該活動始創於1976年，首屆於筲箕灣避風塘舉行，及後舉辦地點多於尖沙咀東及灣仔對開海面，每年均邀請來自世界各地不同地區的代表隊前來較勁一番，是香港龍舟界的一大盛事，吸引不少觀眾前往維多利亞港兩岸觀賞。

### 煙花匯演

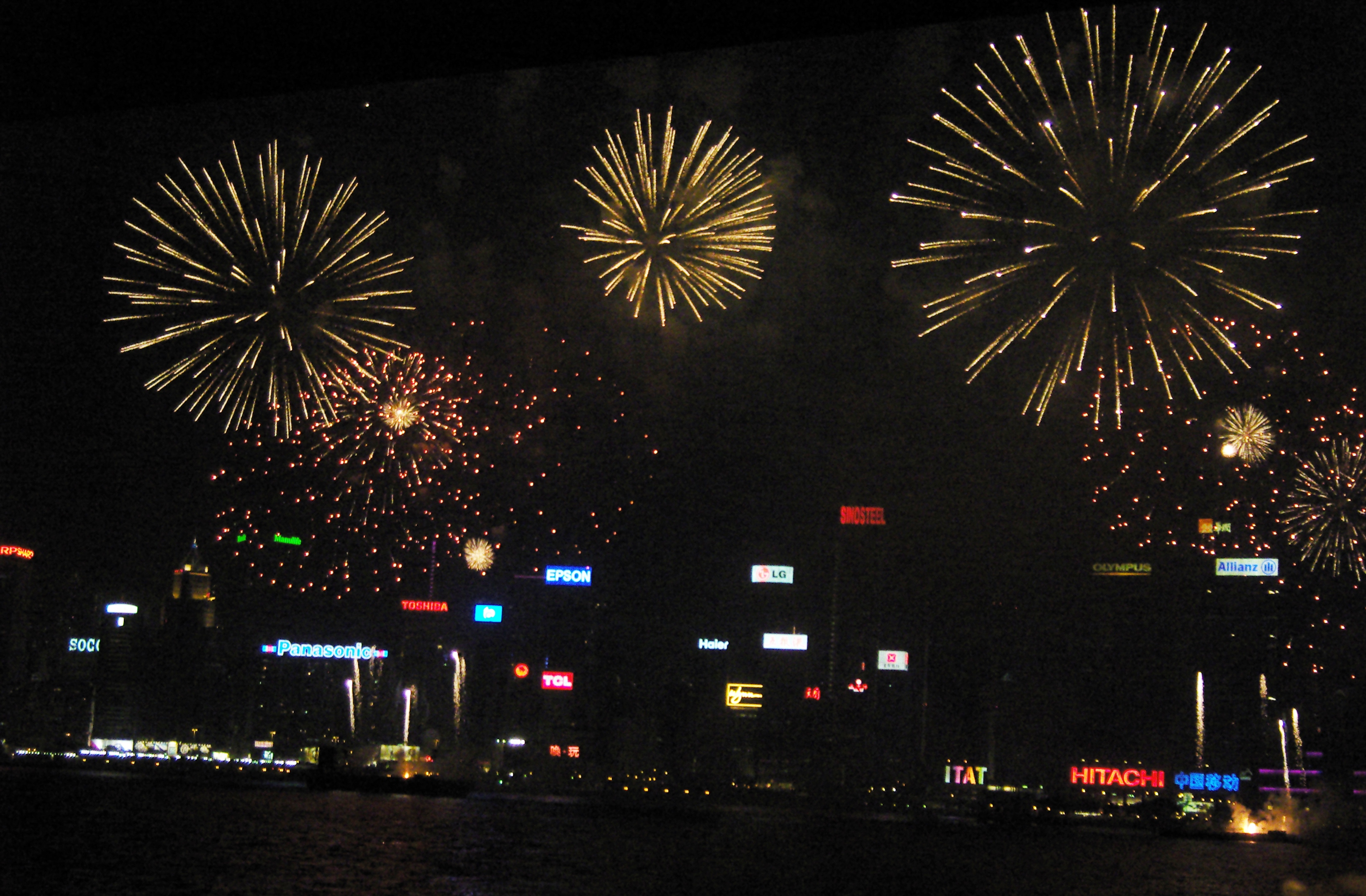
維多利亞港上空的煙花匯演（攝影於2008年）

維多利亞港是香港舉行維港煙花匯演的主要場地。在跨年（香港除夕倒數）、農曆正月初二晚（香港賀歲煙花匯演），香港特別行政區成立紀念日晚（香港特別行政區成立周年紀念煙花匯演）及中華人民共和國國慶日晚（香港慶祝中華人民共和國國慶煙花匯演），維多利亞港都會成為大型煙火匯演的舞台，每年吸引不少市民及旅客在維多利亞港兩岸欣賞。
另一方面，在部份日子的幻彩詠香江表演中，將在維多利亞港海上加插煙火表演，使匯演更添吸引力。

### 環島帆船比賽
香港早於1864年舉辦環島帆船比賽，2003年沙士疫症過後，採用原有航道恢復舉行。而香港遊艇會亦每年舉辦「環島行」遊艇比賽。

## 保護

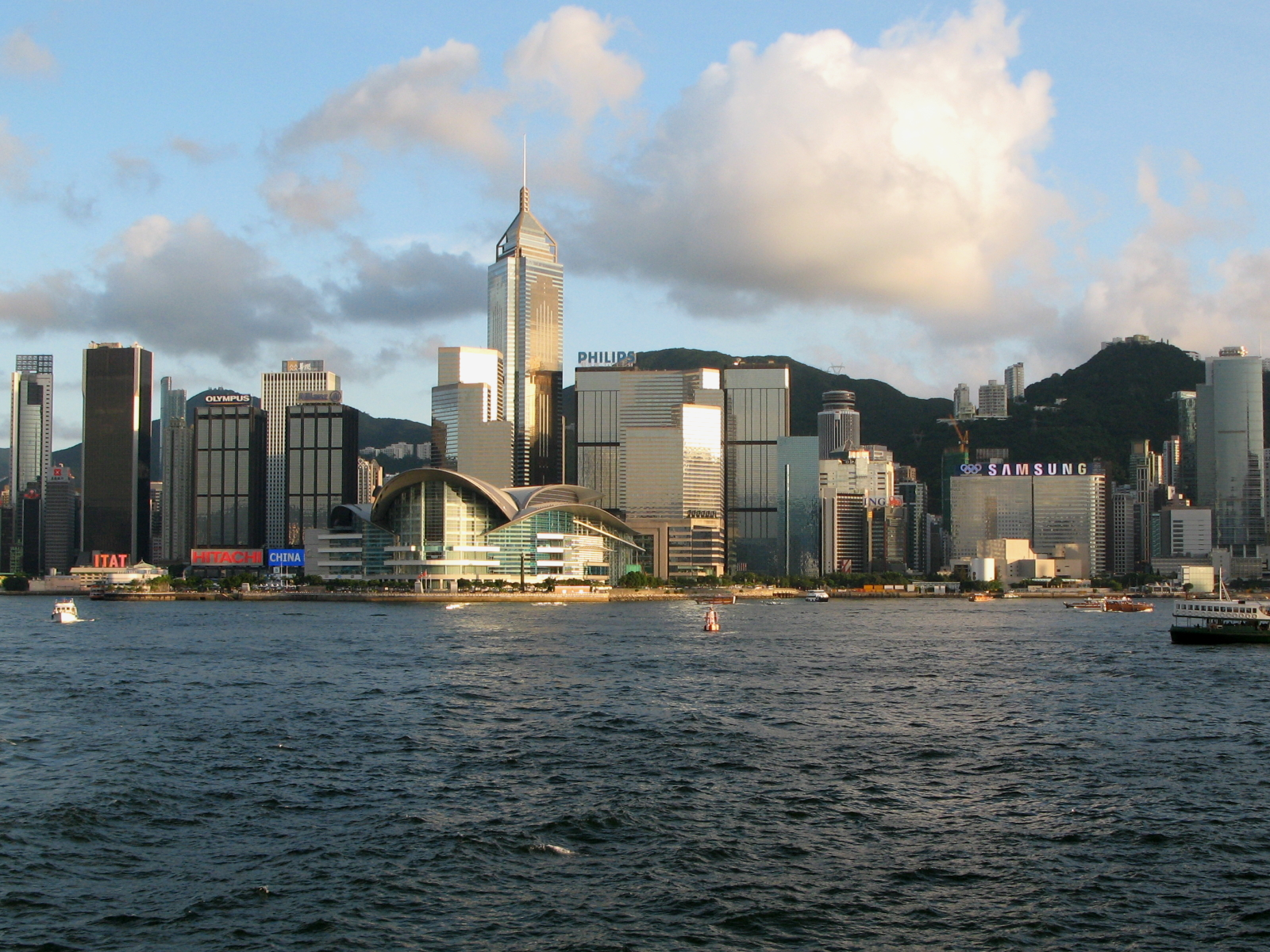
經填海發展得出土地的香港會議展覽中心新翼及中環廣場（攝影於2008年）

### 香港填海工程
香港由於山多平地少，香港政府早年便已開始進行填海工程以擴展土地，海港面積不斷縮小。在1990年代以前，很少人會反對填海，在維港兩旁填海造地一直被認為是有利城市發展和保持香港區位競爭優勢的良策。填海使核心商業區面積擴大；深水海岸線長度增加讓碼頭、船泊停靠和貨倉運作更加方便；變窄的海港使水流加速亦有助城市廢水順利排出大海，故縮小了的維多利亞港仍可保持着其經濟與自然功能。
然而，隨着交通和環境日漸惡化、市民對環境保護的意識不斷提高，填海拓地開始引來反對聲音，不少香港人持續關注維多利亞港的填海計劃，並開展了不少保護維多利亞港的運動，當中以保護海港協會最為人所認識，該會在1996年發動簽名行動，得到17萬個市民簽名支持而成功推動《保護海港條例》。最終促使《保護海港條例》在1997年6月於立法局最後一次會議通過，條例列明「海港須作為香港人的特別公有資產和天然財產而受到保護和保存」。
香港主權移交後，反對填海的聲音漸趨強烈。1998年，因為保護海港協會為首的多個環保團體的反對，逼使政府先後需要暫緩及重新檢討啟德及添馬艦對出的填海工程。其後，部份團體及市民及曾就政府於灣仔北與中環的填海計劃作出法律訴訟，直至2004年，終審法院就政府的灣仔北填海計劃判定政府敗訴；但在2005年，政府在中環的填海計劃上獲得勝訴。儘管政府在中環填海計劃獲得勝訴，但為避免再次引起訴訟，政府亦成立咨詢性的共建維港委員會，以聽取民間對於填海工程的有關意見。
今天的維多利亞港在多次填海造地後面積已大幅減少，但交通卻越來越繁忙，海浪因而比往日大，體積較小的船隻在海上航行會搖曳不定。

### 景觀保護
維多利亞港兩岸是香港著名的觀光點，不少旅客會到太平山項遠眺維多利亞港及九龍半島的景觀，但地產商多年來不斷在維多利亞港兩岸臨海地段新建高樓，部份高樓甚至遮擋了獅子山山脊線，令海旁景觀及兩岸山脊線受破壞，阻礙旅客觀賞維多利亞港兩岸景觀。
環保團體環保觸覺主席譚凱邦指出，雖然香港已立法在填海方面保護維多利亞港，但沒有在景觀保護方面立法規管，地產商仍可以在維多利亞港兩岸興建高樓。該團體調查發現，香港人普遍贊成政府應著手立法保護維多利亞港景觀。規劃署亦在城市設計指引，建議設立一個20%至30%山景不受建築物遮擋地帶，但對個別情況可靈活放寬，以及容許在適當地點出現地標建築物以突出山脊線。

### 水質污染
維多利亞港的水質曾被長年忽視，其中以1970年代香港工業起飛對水質污染影響。當時政府仍未有措施監控工廠排出的污水，香港每天向維多利亞港排放約150萬立方米篩濾后的污水，其中有不少含有毒物質及重金屬的廢料未經處理便直接排放到維多利亞港，沉積在維多利亞港海底的污泥中。
缺德者亂拋垃圾到海中，船隻漏出的油漬等問題均是水質下降的來源。此外，充滿化學物的家居清潔用品經廁所排放到維港，特別是沙士事件時期，市民大量使用漂白水，致使海水中的氨含量偏高。
多次的填海亦是一個間接影響水質的因素：填海工程將海岸線修直，造成一些海水流量不大的死位，海港的收窄也減弱了潮水的沖刷能力，這些均造成維多利亞港上一度積聚垃圾及臭味。根據水質測試證實海水中的大腸桿菌含菌量偏高，氧含量偏低，容易令魚類及其他海洋生物窒息。有香港立法會議員更提出，若維多利亞港再繼續填海工程，將來必定會變成維多利亞渠了。
香港政府於是推行策劃性污水收集及處理系統，又推出「淨化海港計劃」（原名「策略性污水排放計劃」、「策略性排污計劃」或「海港污水處理計劃」）以處理水質下降之問題。據香港環境保護署監察所得之數據，近年來雖然水質污染情況略有改善，但是仍需繼續改善維多利亞港的水質。政府一方面亦製作了不少電視宣傳片以呼籲市民不要將垃圾投入海港中，一方面則有部門負責檢拾海中的垃圾，及定期對水質進行調查。長遠方面，政府曾考慮過以導管將污水排出公海以減低維多利亞港內的水質污染。
過往維多利亞港上有不少捕魚活動，但由於水質污染影響，令不少魚類及其他海洋生物窒息死亡。雖然一直仍有不少人在維多利亞港兩岸垂釣，但由於有關的海產有機會吸入有害物質，因此維多利亞港中的海產已不宜食用。

### 香港維港日
維多利亞港早年曾是不少水上活動的舉行場地，但近年由於海港污染嚴重，及受填海工程影響，部份活動已移師其他地區。2005年起多間機構合辦香港維港日（香港海港日），希望引起市民關注維多利亞港的問題，培育市民關注海港的意識，提倡欣賞並愛護這個城市的珍貴資產。

## 外部連結
民間組織
- 海港之友
- 保護海港協會 （页面存档备份，存于）
- 爭氣行動(Clear The Air) （页面存档备份，存于）
- 拯救海岸線(SOS, Save Our Shorelines) （页面存档备份，存于）
- 共創我們的海港區 （页面存档备份，存于）
- . 山全部都係山 www.hkallshan.com.   [2024-08-18]. （原始内容存档于2024-06-17）.

香港政府部門
- 香港政府：維港的規劃 （页面存档备份，存于）
- 香港大學民意研究計劃：《西九龍及維港發展計劃》民意調查結果 （页面存档备份，存于）
- 環境保護署：香港的水質及水污染管制工作概覽
- 環境保護署：讓維港再展風華 - 香港環境保護2005 （页面存档备份，存于）
- 香港港口發展局
- 香港海事處 （页面存档备份，存于）
- 香港航運發展局
- 房屋及規劃地政局：中環、灣仔填海計劃及東南九龍發展計劃

圖片及影像
- Google Maps的維多利亞港衛星圖片

其他
- 天星小輪有限公司官方網站 （页面存档备份，存于）
- 香港地方(hk-place.com)：填海工程 （页面存档备份，存于）
- 中華文摘：填海，填海——維多利亞港在呻吟